# 措佩特山
47°03′39″N 12°21′46″E / 47.060793°N 12.362789°E

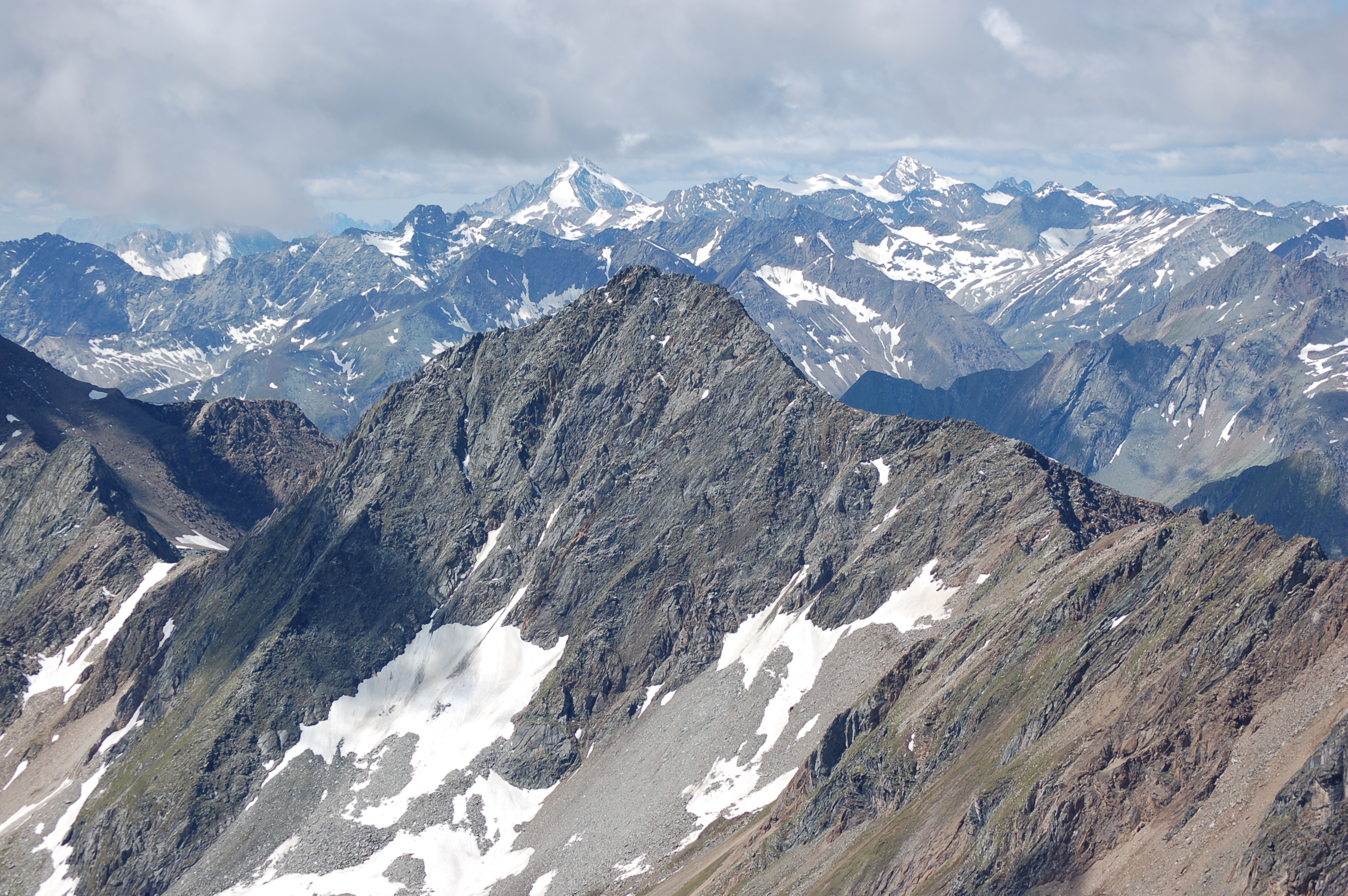

措佩特山（德語：Zopetkopf），是奧地利的山峰，位於該國西部，由蒂羅爾州負責管轄，屬於維內迪傑山脈的一部分，距離措佩特峰0.9公里，海拔高度3,087米，人類在1898年8月14日首次登頂。